# 高杨 (菏泽)
高杨，中华人民共和国政治人物、全国脱贫攻坚先进个人。

## 生平
高杨任菏泽市牡丹区黄堽镇邓庙村党支部书记，山东省审计厅法规处（审理处）一级主任科员。因在脱贫攻坚战中作出突出贡献，2021年2月25日全国脱贫攻坚总结表彰大会上，高杨被授予“全国脱贫攻坚先进个人”。